# Karl von Lehndorff (général)
 (juillet 2023).
Si vous disposez d'ouvrages ou d'articles de référence ou si vous connaissez des sites web de qualité traitant du thème abordé ici, merci de compléter l'article en donnant les références utiles à sa vérifiabilité et en les liant à la section « Notes et références ».
Karl Friedrich Ludwig Reichsgraf von Lehndorff (né le 17 septembre 1770 à Königsberg et mort le 7 février 1854 dans la même ville) est un lieutenant général prussien et maître de cour en Prusse.

## Biographie

### Origine
Il est membre de la famille noble prussienne Lehndorff et le fils aîné du maître de cour prussien Ernst Ahasverus Heinrich von Lehndorff (de) (1727-1811), chambellan de la reine Élisabeth-Christine de Prusse, et Amalie Karoline comtesse von Schmettau (1751-1830).

### Carrière militaire
Lehndorff commence sa carrière en 1784 à l'École militaire. En 1786, il est caporal privé dans le 1er bataillon de la Garde (No. 15a) et avance au grade d'enseigne en 1789. Il prend part à la guerre de la première coalition, en particulier aux sièges de Mayence, de Landau et aux batailles de Wissembourg, Trippstadt et Johanniskreuz. En 1794, il devient lieutenant secondaire et est investi chevalier de l'ordre de Saint-Jean en 1795. Sa promotion au grade de premier lieutenant survient en 1800 lorsqu'il est agrégé au régiment des Gardes du Corps. En 1801, il est agrégé cavalier d'état-major et la même année, un mois plus tard, il est promu capitaine et chef d'escadron du 13e régiment de dragons (de). Lehndorff passe au grade de major en 1804 et participe à la guerre de la Quatrième Coalition en 1806/1807, en particulier à la bataille de Marienwerder, où il subit une coupure à la tête avant d'être fait prisonnier. En 1807, il est déjà prévu qu'il soit remplacé, il est placé en demi-solde la même année et est finalement licencié.
En accord avec les états prussiens, il lève au printemps 1813 le régiment national de cavalerie de Prusse-Orientale qui, comme la Landwehr de Prusse-Orientale (de), se distingue dans les guerres napoléoniennes en 1813. Il participe aux batailles de Katzbach, de Leipzig, de Laon, de Paris et aux batailles de Bunzlau, Bischofswerder, Roth-Rauschitz, Freyburg an der Unstrut, La Chaussée, Châlons, Montmirail, Château-Thierry, Meaux et Claye. À Katzbach, il obtient la croix de fer de 2e classe et l'Ordre de Saint-Stanislas, à Leipzig l'Ordre de Saint-Georges de 4e classe et enfin l'Ordre de Sainte-Anne à Paris. En 1813, il est affecté au général Yorck et promu lieutenant-colonel. En 1815, Lehndorff reçoit la Croix de fer de 1re classe, attribuée par le général Zieten et atteint le grade de colonel.
En 1817, il devient commandant de la 2e brigade de cavalerie et reçoit la Grand-Croix de la Légion d'honneur. L'année suivante, il commande le 15e brigade de cavalerie. En 1820, il est promu major général. Il retourne dans la 2e brigade de cavalerie à Dantzig et reçoit la croix de service en 1825. n 1832, le comte Lehndorff est libéré du service actif en tant que lieutenant général. Il est membre de la loge maçonnique de Königsberg aux trois couronnes.
En 1840, il reçoit l'Ordre de l'Aigle rouge de 1re classe. À partir de 1843, il est maréchal en chef du royaume de Prusse et en 1853, il devient chevalier de l'ordre de l'Aigle noir. Lehndorff est le seigneur de Steinort en Prusse-Orientale.

### Famille
Il épouse le 23 août 1823 Pauline comtesse von Schlippenbach (de) (1805-1871), la fille de Carl Friedrich Wilhelm Graf von Schlippenbach, propriétaire de Schönermark, et de Friederike Caroline comtesse von Beust. Le couple a les enfants suivants :
- Pauline (1823-1889) mariée le 17 novembre 1843 avec le comte August Heinrich Hermann von Dönhoff (de) (1797-1874)
- Karl Meinhard (1826-1883) marié le 16 Septembre 1852 à Basedow, avec Anna von Hahn (de) (1830-1894)
- Ahasverus Heinrich August Otto Magnus Ferdinand (1829-1905), Landhofmeister en Prusse et adjudant général de l'empereur allemand Guillaume Ier, marié le 26 octobre 1880 à Rohrbeck avec la comtesse Margarete Agnes Antonie von Kanitz (de) (1858-1928)
- Georg Hermann Albrecht (1833-1914) marié le 14 février 1855 à Königsberg avec la comtesse Klara von Kalnein (1836-1911)
- Magdalena (1836-1917) mariée avec Heinrich Gustav von Borcke (de) (1829-1916)